# Kal Ho Naa Ho
Kal Ho Naa Ho (hindi: कल हो ना हो; urdú: کل ہو نہ ہو, literalment ‘Tant pot haver-hi un demà com no’) és un drama romàntic indi del 2003 filmat a Nova York pel director novell Nikhil Advani a partir d'una història de Karan Johar, autor de Kuch Kuch Hota Hai (1998) i Kabhi Khushi Kabhie Gham (2001). És protagonitzat per Shahrukh Khan, Preity Zinta, Saif Ali Khan i Jaya Bachchan. L'obra va convertir-se en la segona pel·lícula més taquillera a l'Índia de l'any 2004 i en la primera en hindi al mercat estranger d'aquell mateix any.

També és coneguda per la seva banda sonora, que va ser un gran èxit comercial i de crítica permetent que els compositors Shankar–Ehsaan–Loy obtinguessin el National Film Award a la millor direcció musical.
La pel·lícula es va presentar a diversos festivals internacionals de cinema, com per exemple a la Berlinale dins de la secció Internationales Forum des jungen Films.

## Argument
Per Naina Catherine Kapur (Preity Zinta), una jove índia originària del Panjab immigrada a Nova York, la vida no és gaire feliç, sobretot des de la mort del seu pare. Entre les constants picabaralles familiars, l'atenció que cal portar als seus germans petits, els canvis d'humor de la seva àvia i els problemes financers de la seva mare (Jaya Bachchan), a qui tracta d'ajudar tant com pot, la noia no té temps per a ella. Així, Naina té gairebé 24 anys i s'ha convertit en una noia seriosa i força avorrida. Els seus únics amics són Sweetu (Delnaaz Paul), una grassoneta que busca desesperadament l'amor ideal i Rohit (Saif Ali Khan), solter empedreït que intenta lligar-se la primera noia que passa.
És dins d'aquest context que apareix Aman Mathur (Shahrukh Khan), un jove indi que es muda al veïnat provocant-hi l'efecte d'una ràfega de vent fresc: al seu contacte, la gent aprèn a apreciar l'instant present, a resoldre els seus problemes i a fer front a les seves vides d'immigrants desarrelats. Però quan pretén ajudar Naina, aquesta s'irrita pel que considera que és una invasió de la seva vida privada...

## Fitxa tècnica

### Equip tècnic
- Director: Nikhil Advani
- Productors: Yash Johar i Karan Johar
- Història i guió: Karan Johar
- Diàlegs: Niranjan Iyengar
- Directors musicals: Shankar-Ehsaan-Loy
- Lletres de les cançons: Javed Akhtar
- Muntatge: Sanjay Sankla
- Coreografia: Farah Khan
- Fotografia: Anil Mehta
- Disseny de vestuari: Manish Malhotra

### Distribució
| - Shahrukh Khan - Aman Mathur - Saif Ali Khan - Rohit Patel - Preity Zinta - Naina Catherine Kapur - Jaya Bachchan - Jennifer Kapur - Sushma Seth - Lajjo Kapur - Reema Lagoo - mare d'Aman - Lilette Dubey - Jaswinder "Jazz" Kapoor - Delnaaz Paul - Jasprit "Sweetu" Kapoor - Athit Naik - Shiv Kapur - Jhanak Shukla - Gia Kapur - Dara Singh - oncle de Chaddha - Shoma Anand - Kammo Kapur | - Kamini Khanna - Vimmo Kapur - Sonali Bendre - Priya, la metgessa - Ketaki Dave - mare de Rohit - Satish Shah - pare de Rohit - Sulbha Arya - Kanta Ben - Simone Singh - Camilla - Rajpal Yadav - Guru - Anaita Shroff Adajania - Gita - Sanjay Kapoor - Abhay, marit de Priya - Rani Mukherjee- aparició especial a la cançó Maahi Ve - Kajol - aparició especial a la cançó Maahi Ve - Uday Chopra - aparició especial anunciant el "dia 6" |

## Producció
La preproducció va començar el 2003. La primera opció per a interpretar Naina va ser Kareena Kapoor, però aquesta va renunciar al rol a causa de problemes de diners. El director Nikhil Advani va escollir aleshores sense pensar-s'ho Preity Zinta, declarant que "en algun lloc al fons de la meva ment sempre vaig saber que ella [Zinta] era Naina Catherine Kapur. El paper correspon totalment al seu estil de vida, no ha de fer res d'especial." El rodatge va començar el 2003 a Nova York, tot i que una part de la pel·lícula es va filmar també a Toronto a causa dels costos de producció.
La pel·lícula es va promoure internacionalment amb el títol anglès d'Indian Love Story. Presentada al Festival Internacional de Cinema de Berlín el 2004, Kal Ho Naa Ho va ser la segona pel·lícula de Bollywood en aconseguir una àmplia difusió a Alemanya a principis de 2005 (la primera va ser Kabhi Khushi Kabhie Gham). El títol hindi va ser traduït com Lebe und denke nicht an morgen ("Viu i no pensis en el demà"). També es va estrenar a Polònia el maig de 2006 titulada Gdyby jutra nie bylo ("Si no hi hagués cap demà"), i a França el 2005 com a New-York Masala.

## Música i cançons
El llançament oficial de la banda sonora va tenir lloc el 29 de setembre del 2003. La música va ser composta pel trio Shankar-Ehsaan-Loy, amb lletres de Javed Akhtar. A diferència de moltes altres produccions de Bollywood, els responsables de la pel·lícula van respectar les lleis internacionals del copyright i van obtenir la llicència d'utilitzar i retocar la cançó Oh, Pretty Woman, de Roy Orbison. També hi ha una versió còmica del tema principal de la pel·lícula Lagaan, Chale Chalo.
La música va triomfar a les llistes d'èxits, convertint-se en un dels àlbums més reeixits de l'any. En particular el tema que du el nom del títol, Kal Ho Naa Ho, va guanyar el premi Zee Cinema a la millor cançó i el seu intèrpret, Sonu Nigam, va ser declarat el millor cantant masculí en playback als Filmfare i als National Cinema Awards. Shankar-Ehsaan-Loy van obtenir el seu primer Filmfare Award i el National Cinema Award, tots dos recompensant la millor direcció musical.
Llista de temes de l'àlbum oficial:
| Cançó                  | Cantant(s)                                                                                    | Durada |
| ---------------------- | --------------------------------------------------------------------------------------------- | ------ |
| Kal Ho Naa Ho          | Sonu Nigam                                                                                    | 05:23  |
| Kuch To Hua Hai        | Shaan, Alka Yagnik                                                                            | 05:22  |
| It's The Time To Disco | Vasundhara Das, KK, Shaan, Loy Mendonsa                                                       | 05:35  |
| Maahi Ve               | Udit Narayan, Sonu Nigam, Sadhana Sargam, Shankar Mahadevan, Sujata Bhattacharya (Madhushree) | 06:09  |
| Pretty Woman           | Shankar Mahadevan, Ravi "Rags" Khote                                                          | 05:55  |
| Kal Ho Naa Ho - Sad    | Alka Yagnik, Richa Sharma, & Sonu Nigam                                                       | 05:38  |
| Heartbeat              | Instrumental                                                                                  | 04:28  |

## Premis i nominacions
Kal Ho Naa Ho va tenir molts premis i nominacions; els guardons obtinguts estan indicats en negreta:
| - IIFA a la millor pel·lícula - Yash Johar - IIFA al millor director - Nikhil Advani - IIFA al millor actor - Shahrukh Khan - IIFA a la millor actriu - Preity Zinta - IIFA al millor actor secundari - Saif Ali Khan - IIFA a la millor actriu secundària - Jaya Bachchan - IIFA a la millor direcció musical - Shankar-Ehsaan-Loy - IIFA al millor lletrista de cançons - Javed Akhtar - IIFA al millor cantant en playback - Sonu Nigam - IIFA a la millor història - Karan Johar - IIFA a la millor banda sonora - Shankar-Ehsaan-Loy - Millor coreografia - Farah Khan - Millor fotografia - Anil Mehta - Millor muntatge - Sanjay Sankla - Millor disseny de vestuari - Manish Malhotra - Millor direcció artística - Sharmishta Roy - Millor maquillatge - Vicky Contrator - Zee Cine Award al millor actor secundari - Saif Ali Khan | - National Film Award a la millor direcció musical - Shankar-Ehsaan-Loy - National Film Award al millor cantant en playback - Sonu Nigam - Filmfare a la millor pel·lícula - Filmfare al millor director - Nikhil Advani - Filmfare al millor actor - Shahrukh Khan - Filmfare a la millor actriu - Preity Zinta - Filmfare al millor actor secundari - Saif Ali Khan - Filmfare a la millor actriu secundària - Jaya Bachchan - Filmfare a la millor direcció musical - Shankar-Ehsaan-Loy - Filmfare al millor lletrista de cançons - Javed Akhtar - Filmfare al millor cantant en playback - Sonu Nigam per Kal Ho Naa Ho - Filmfare al millor espectacle escènic de l'any - Moto Look of the Year - Saif Ali Khan - Star Screen Award a la millor pel·lícula - Star Screen Award al millor director - Star Screen a la millor actriu - Star Screen Award al millor actor secundari - Saif Ali Khan - Star Screen Award a la millor actriu secundària - Jaya Bachchan |